# Clapotis

A onda de entrada (vermelha) refletida na parede produz a onda de saída (azul), ambas sobrepostas, resultando no clapotis (preto)

Em hidrodinâmica, clapote ou clapotis (do francês, “lapidação da água”) é um padrão de onda estacionária não quebradiça, causada, por exemplo, pela reflexão de um trem de ondas de superfície que se desloca a partir de uma linha de costa quase vertical, como um quebra-mar, um paredão ou uma falésia íngreme. A onda clapotis resultante não se desloca horizontalmente, mas tem um padrão fixo de nós e antinós. Estas ondas promovem a erosão na ponta do muro e podem causar danos graves nas estruturas costeiras. O termo foi cunhado em 1877 pelo matemático e físico francês Joseph Valentin Boussinesq, que chamou a estas ondas “le clapotis”, que significa “a batida”.
No caso idealizado de “clapotis total”, em que uma onda de entrada puramente monótona é completamente refletida normal a uma parede vertical sólida, a altura da onda [en] estacionária é o dobro da altura das ondas de entrada a uma distância de meio comprimento de onda da parede. Nesse caso, as órbitas circulares das partículas de água na onda de águas profundas são convertidas em movimento puramente linear, com velocidades verticais nos antinodos e velocidades horizontais nos nodos. As ondas estacionárias sobem e descem alternadamente em um padrão de imagem espelhada, à medida que a energia cinética é convertida em energia potencial e vice-versa. Em seu texto de 1907, Naval Architecture (Arquitetura Naval), Cecil Peabody descreveu esse fenômeno:

## Fenômenos relacionados
A clapotis verdadeira é muito rara, porque é improvável que a profundidade da água ou a precipitação da costa satisfaçam completamente os requisitos idealizados. No caso mais realista da clapotis parcial, em que parte da energia da onda de entrada é dissipada na costa, a onda incidente é menos de 100% refletida, e apenas uma onda estacionária parcial é formada onde os movimentos das partículas de água são elípticos. Isso também pode ocorrer no mar entre dois trens de ondas diferentes de comprimento de onda quase igual, movendo-se em direções opostas, mas com amplitudes desiguais. Na clapotis parcial, o envelope da onda contém algum movimento vertical nos nós.
Quando um trem de ondas atinge uma parede em um ângulo oblíquo, o trem de ondas refletido parte no ângulo suplementar, causando um padrão de interferência de ondas com hachuras cruzadas, conhecido como clapotis gaufré (“clapotis ondulado”). Nessa situação, as cristas individuais formadas na interseção das cristas do trem de ondas incidente e refletido se movem paralelamente à estrutura. Esse movimento da onda, quando combinado com os vórtices resultantes, pode erodir o material do fundo do mar e transportá-lo ao longo da parede, minando a estrutura até que ela falhe.
As ondas clapóticas na superfície do mar também irradiam microbarulhos infrassônicos para a atmosfera e sinais sísmicos chamados microssismos acoplados através do fundo do oceano para a Terra sólida.
A clapotis já foi chamada de mal e prazer de andar de caiaque no mar.